# Jacques Deray
Jacques Deray (* 19. Februar 1929 in Lyon; † 10. August 2003 in Boulogne-Billancourt; eigentlich Jacques Desrayaud) war ein französischer Filmregisseur.

## Leben und Werk
Jacques Deray drehte vor allem Kriminalfilme und wurde häufig Hitchcock des französischen Films genannt. Er begann seine Karriere als Regieassistent, u. a. von Gilles Grangier, Marcel Camus und Jules Dassin. Ab seinem zweiten selbst inszenierten Film spezialisierte sich Deray weitgehend auf das Genre des Kriminalfilms. Er arbeitete mehrfach mit den erfolgreichsten französischen Schauspielern seiner Zeit, Alain Delon und Jean-Paul Belmondo. Auch in berufsständischen Organisationen wie der französischen Filmregisseur-Vereinigung übernahm Deray Verantwortung und war zeitweilig Vorsitzender der Jury bei den Filmfestspielen in Cannes.

## Filmografie
- 1960: Der Gigolo (Le gigolo)
- 1961: Rififi in Tokio (Rififi à Tokyo)
- 1963: Sieben Tote hat die Woche (Symphonie pour un massacre)
- 1964: An einem heißen Sommermorgen (Par un beau matin d’été)
- 1966: Die Haut des Anderen (Avec la peau des autres)
- 1966: Der große Coup von Casablanca (L’homme de Marrakech)
- 1969: Der Swimmingpool (La piscine)
- 1970: Borsalino
- 1972: Brutale Schatten (Un homme est mort)
- 1974: Borsalino & Co. (Borsalino and Co.)
- 1975: Flic Story – Duell in sechs Runden (Flic Story)
- 1976: Die Gang (Le gang)
- 1978: Mord in Barcelona (Un papillon sur l’épaule)
- 1980: Killer stellen sich nicht vor (Trois hommes à abattre)
- 1983: Der Außenseiter (Le marginal)
- 1983: Ich glaube… (Credo)
- 1985: Mörderischer Engel (On ne meurt que deux fois)
- 1986: Der Profi 2 (Le solitaire)
- 1987: Krank vor Liebe (Maladie d’amour)
- 1989: Dunkle Leidenschaft (Les bois noirs)
- 1991: Rückkehr eines Toten (Netchaïev est de retour)
- 1993: Der Anwalt (Un crime)
- 1994: Der Teddybär (L’orso di peluche)
- 1996: Clarissa: Tränen der Zärtlichkeit
- 2001: Brief einer Unbekannten (nach Stefan Zweig)